# World Rock'n'Roll Confederation
Всесвітня конфедерація рок-н-ролу (WRRC) — парасолькова організація національних професійних та аматорських федерацій рок-н-ролу, заснована в 1984 році, хоча її історія починається з 1974 року. У його статуті йдеться про те, що він «спрямований на сприяння фізичній підготовці своїх членів за допомогою спортивних заходів у формі танцювальних турнірів з рок-н-ролу, включаючи наступні категорії: акробатичний рок-н-рол, бугі-вугі, лінді-хоп, і альтернативні стилі відповідно до правил і спортивних презентацій». Зареєстрований офіс знаходиться в Нойгаузені-на-Рейнфаллі, кантон Шаффхаузен, Швейцарія.
WRRC є асоційованим членом Всесвітньої федерації танцювального спорту WDSF і через WDSF підключений до Міжнародного олімпійського комітету і спортивного форуму Європейського Союзу.

## Історія
У 1974 році Італія, Франція, Німеччина та Швейцарія заснували Європейську асоціацію рок-н-ролу (ERRA). Пізніше до неї приєдналися Австрія, Нідерланди, Данія та Швеція. Після приєднання Канади до асоціації, вона була перейменована у Всесвітню асоціацію рок-н-ролу (WRRA). У 1984 році WRRC було створено шляхом злиття WRRA та Fédération Mondial de Dance de Jazz (FMDJ, Всесвітня федерація джазового танцю). У 1995 році WRRC отримав тимчасове визнання МОК.
Станом на 2022 рік членами WRRC є такі країни: Вірменія, Австралія, Австрія, Бельгія, Боснія і Герцеговина, Болгарія, Канада, КНР, Хорватія, Чехія, Данія, Фінляндія, Франція, Німеччина, Греція, Угорщина, Індія, Ірландія, Італія, Японія, Казахстан, Ліван, Мальта, Мексика, Молдова, Нідерланди, Норвегія, Перу, Польща, Сенегал, Словаччина, Словенія, Іспанія, Швеція, Швейцарія, Україна, Сполучені Штати Америки.

## Організація
Всесвітня конфедерація рок-н-ролу (англ. World Rock'n'Roll Confederation) складається з президії, до складу якої входять президент, віцепрезиденти, головний скарбничий, спортивний директор та генеральний секретар. Президія обирається Загальними зборами, які проводяться щорічно. Разом з Президією діють комісії або уповноважені особи, які виступають експертами Президії, зокрема, щодо регламенту та підготовки суддів. На цей час є комісари для лінді-хопу, бугі-вугі, категорії формейшн і медичний комісар.
Загальні збори WRRC дають доручення Президії щодо роботи та вирішують, у якому напрямку рухатиметься федерація. Ці рішення приймаються більшістю голосів. Проте Президія має певну свободу діяти самостійно щодо, наприклад, незначних змін правил. Офіційною мовою WRRC є англійська

## Змагання
Разом з національними та місцевими організаціями WRRC проводить змагання Кубка світу, Чемпіонати світу та Європи. 
- Рок-н-рол (танець) - Main Class Free Style, Main Class Contact Style, Junior, Juveniles and Children
- Лінді Хоп - Main Class and Juniors
- Бугі-вугі - Main Class and Juniors
- Формейшн -  Main Class Juniors and Ladies

## Антидопінг
Як і інші спортивні федерації, WRRC постійно співпрацює з антидопінговою організацією та дотримується рекомендацій й правил Всесвітнього антидопінгового агентства, а оскільки WRRC є членами IDSF, їхні правила та кодекси також застосовуються до WRRC. Сьогодні всі випадки ймовірного вживання заборонених речовин розглядаються Дисциплінарним прокурором IDSF. Усі учасники змагань WRRC та IDSF зобов’язані підписати форму згоди про те, що ви погоджуєтеся з умовами Антидопінгового кодексу, у разі непідписання або відмови від підпису ви не можете брати участь

## Притміки
1. ↑  Members | WRRC - World Rock'N'Roll Confederation (амер.). Процитовано 14 травня 2023.
2. ↑  Контролює медичні процедури та оцінює фізичний стан спортсменів.